# AN/ALE-39
Das AN/ALE-39 (JETDS-Bezeichnung) ist ein Täuschkörperwerfer für Kampfflugzeuge. Er wurde von dem britischen Konzern BAE Systems produziert.

## Beschreibung
Das ALE-39 dient zum Ausstoßen von Chaff, Flares und Einweg-Störsendern, um das Trägerflugzeug vor infrarot- und radargelenkten Lenkflugkörpern zu schützen. Das System kann bis zu 60 dieser Stör-/Täuscheinheiten aufnehmen, wobei diese Typen auch beliebig gemischt werden können. Der Täuschmittelausstoß kann manuell vom Piloten oder durch ein Raketen-/Radar-Warnsystem ausgelöst werden. Typischerweise sind die zwei Werfereinheiten unter dem Rumpf der Trägerplattform angebracht.
Die Produktion des Systems begann 1973 und wurde in den 1990er-Jahren eingestellt. Während der Produktionsphase wurden über 1.000 Geräte ausgeliefert.

## Plattformen
- A-6 Intruder
- A-7 Corsair II
- AV-8B Harrier II
- EA-6B Prowler
- ES-3A Viking
- F-4 Phantom
- F-14 Tomcat
- F/A-18 Hornet
- S-3B Viking